# دارين كالديرا
دارين كالديرا (19 سبتمبر 1987 بمومباي في الهند - ) هو لاعب كرة قدم هندي في مركز الوسط. لعب مع نادي بنغالورو ونادي مومباي لكرة القدم ونادي طيران الهند.

## روابط خارجية
- دارين كالديرا على موقع قاعدة بيانات كرة القدم.إي يو (الإنجليزية)
- دارين كالديرا على موقع Soccerway.com (الإنجليزية)
- دارين كالديرا على موقع GSA (الإنجليزية)